# Хейдарлу (Урмія)
Хейдарлу (перс. حیدرلو) — село в Ірані, входить до складу дехестану Барандуз у Центральному бахші шахрестану Урмія провінції Західний Азербайджан.